# Đạo Mộ Bút Ký 2 (phim truyền hình)
Đạo mộ bút ký 2 (tiếng Trung: 怒海潜沙 & 秦岭神树, tiếng Anh: Explore With The Note) là một Bộ phim truyền hình trực tuyến Trung Quốc năm 2019 được chuyển thể từ Quyển 1: phần Nộ hải Tiềm sa (怒海潜沙) và quyển 2: phần Tần Lĩnh thần thụ (秦岭神树) trong bộ Tiểu thuyết Đạo mộ bút ký của nhà văn Trung Quốc Nam Phái Tam Thúc. Phim được công chiếu vào ngày 06 tháng 6 năm 2019 trên dịch vụ phát trực tuyến Tencent Video.

## Nội dung

### Phần Nộ hải Tiềm sa (怒海潜沙)

Áp phích của phim phần Nộ hải Tiềm sa.

A Ninh tập hợp nhóm Ngô Tà, Trương Khởi Linh, Vương Bàn Tử đến Hải Nam với lý do tìm kiếm chú ba Ngô Tam Tỉnh thất lạc khi đi tìm Tây Sa hải mộ. Đối phương là một công ty khai thác tài nguyên biển quốc tế, quy mô rất lớn. Cái gọi là công ty khai thác tài nguyên biển, thực chất là căn cứ vào nhiều nguồn tin tức hàng hải kết hợp với tư liệu lịch sử ghi chép lại, tiến hành phân tích để suy đoán ra vị trí tàu thuyền chìm, rồi vớt vật tư trong đó. Những công ty kiểu này chia làm hai dạng, một là vớt tàu thuyền hiện đại, dỡ nhỏ thân thuyền vẫn chưa hoàn toàn mục nát rồi bán sắt vụn, hoặc đem bán vật phẩm vớt được. Hai là vớt những tàu thuyền chìm từ thời cổ đại, lấy đồ cổ bán cho người sưu tầm hoặc viện bảo tàng. Công ty này thuộc dạng thứ hai, tức chọn mục tiêu chủ yếu là tàu thuyền chìm thời cổ. Chú ba muốn mau chóng tìm được Tây Sa hải mộ, nên đã dùng hình thức bảo đảm để mượn thiết bị và nhân viên của công ty này; lại lấy danh nghĩa công ty, chọn ra một đội khảo sát, không ngờ thuyền mới đi được năm ngày, bộ phận hậu cần của bọn họ đã mất liên lạc với thuyền của đội khảo sát.
Buổi tối, tàu gặp cơn Bão biển và xuất hiện một con tàu ma. A Ninh bị hải hầu tửbắt qua tàu ma. Ngô Tà, Tiểu Ca cứu A Ninh. Ngô Tà phát hiện trong tủ sắt trên tàu ma có một cái túi chống thấm đã cũ. Bên trong rơi ra một quyển bút ký đã gần nát vụn, trên bìa viết mấy chữ: Bản ghi chép khảo cổ bãi đá ngầm Tây Sa, trang sau có mấy chữ: Tháng 7 năm 1984, Ngô Tam Tỉnh tặng Trần Văn Cẩm và một tấm hình chụp đoàn khảo cổ Tây Sa cách đây 20 năm. Tiểu Ca cứu được A Ninh về lại tàu, chủ tàu gỡ nhân diện liêm đang dính sau gáy của A Ninh.
Đến tọa độ vùng biển nơi lần cuối cùng phát hiện chú ba, cả đội cùng nhau lặn xuống tìm kiếm manh mối chú ba để lại. Nhóm người của A Ninh dùng chất nổ nổ đáy biển. Đáy biển bị nổ ra một cái hố lớn, ngay dưới đáy hố chính là đạo động. Dấu vết quá trình xác định lăng mộ của chú ba vẫn còn lưu lại. Đạo động ở vị trí này dẫn xuống phòng bên, tường gạch nơi đó hẳn là mỏng hơn. Cả đội vào được lăng mộ. Trên đường đi, A Ninh cố tình đạp cơ quan làm mũi tên hoa sen bắn trúng Ngô Tà, Bàn Tử, nhân cơ hội đó A Ninh tách đội. Mục đích A Ninh xuống đây là nhằm tìm quỷ ấn và bản đồ đến Vân Đỉnh Thiên cung. Cả đội lúc này chỉ còn Ngô Tà, Bàn Tử, Tiểu Ca tiếp tục đi khám phá lăng mộ đến một phòng phát hiện một quan tài bằng gỗ lim vàng. Đây gọi là quan tài dưỡng xác, bình thường dùng cho lăng mộ trên cạn, nếu có loại quan tài này thì chắc chắn trong cổ mộ có hai vị trí đặt quan cực tốt. Nếu có hai vị trí mà chỉ đặt một quan tài, chỗ còn trống kia hấp thu linh khí đất trời, sẽ vô tình gọi loài yêu ma; cho nên phải đặt thêm một quan tài dưỡng xác, bên trong táng một người có quan hệ huyết thống với chủ mộ, coi như hợp táng. Quan tài này phải giống y hệt cái trong phòng chủ mộ, cái này trong phong thủy gọi là dưỡng khí. Cả đội mở quan tài ra thì phát hiện một hạn bạt lông trắng. Bên dưới quan tài dưỡng xác là một thông đạo khác. Cả đội đi được một lúc thì hành lang hẹp lại, buộc phải leo lên trên. Tiểu Ca tìm thấy lớp gạch trên tường có một dòng chữ được viết bằng máu: “Ngô Tam Tỉnh hại tôi đến bước đường cùng, ngậm oan mà chết, có trời đất chứng giám… Giải Liên Hoàn.” Giải Liên Hoàn cũng là người trong đội khảo cổ Tây Sa cách đây 20 năm, chính là người nắm giữ Xà mi Đồng ngư đã chết ở bãi đá ngầm. Trên đường đi, Tiểu Ca tiêu diệt Cấm bà đang định làm hại Ngô Tà, Vương Bàn Tử. Cả đội gặp lại A Ninh đang bị bất tỉnh.
Đến một hang động, Tiểu Ca đột nhiên nhớ ra chuyện cách đây 20 năm mình cũng có tham gia đoàn khảo cổ Tây Sa cùng Trần Văn Cẩm, Hoắc Linh, Giải Liên Hoàn, Ngô Tam Tỉnh nên bắt đầu nhận biết được đường đi (Do Tiểu Ca mắc bệnh Mất trí nhớ của gia tộc). Tiểu Ca tìm được tám cửa ngầm bố trí theo thuật Độn giáp. Những cửa ấy vô cùng hẹp, chỉ có thể cho từng người lách mình đi qua. Nơi này sương mù dày đặc, bên ngoài lại có một cánh cửa di động một chiều, chỉ cần đẩy là có thể mở ra, sau khi đi vào sẽ có van tự động đóng lại. Nhớ lại chuyến đi cách đây 20 năm, Ngô Tam Tỉnh tìm được cửa sinh đi tiếp bằng cách tìm nơi bóng mình phản chiếu trên tấm bia đá. Tiểu Ca làm theo, phát hiện ở thái dương có hình bóng mờ mờ ảo ảo của ba con cá nối đuôi nhau thành vòng tròn. Tiểu Ca quan sát hình con cá, phát hiện ấn ký đó di chuyển rất chậm, bên trong phiến đá này là một cơ quan quay cùng vận tốc với bờ ao. Vị trí ấn ký này chỉ vào chính là Thiên môn. Tiểu Ca cầm đèn pin chạy tới bên thành ao, lần lượt đứng ở vị trí các cửa ngầm, tới cửa số ba tìm được đường vào bên trong.
Trước mắt bọn họ xuất hiện một gian phòng lớn hình vuông, chính giữa căn phòng là mô hình của Vân Đỉnh Thiên cung. Trên tường là các ảnh họa mô tả lại quá trình xây dựng Vân Đỉnh Thiên cung. Cách đây 20 năm, đoàn khảo cổ Tây Sa cũng đã tới đây. Hoắc Linh phát hiện trong mô hình Vân Đỉnh Thiên cung, trên một tảng đá bên trong đó có một thây khô đã hoàn toàn co rút, quần áo trên người rách nát lộ ra thân thể màu đen. Đây là một tọa hóa kim thân (thi thể các hòa thượng viên tịch khi đang trong tư thế ngồi thiền) được gió tự nhiên sấy khô. Thi thể này một tay chỉ trời, một tay chỉ đất, tóc và móng tay cũng giống những kim thân khác, sau khi chết đi vẫn không ngừng sinh trưởng, đặc biệt móng tay đã dài gần bằng ngón tay. Đoàn khảo cổ Tây Sa bất ngờ ngửi được một mùi hương làm cả đoàn khảo cổ ngất đi. Lúc tỉnh lại, Trương Khởi Linh đã thấy mình nằm trên giường bệnh, cái gì cũng không nhớ, mấy tháng sau mới dần dần nhớ lại một vài chi tiết vụn vặt. Lần này xuống mộ lần nữa thì nhớ ra được nhiều chi tiết hơn.
Cả nhóm Ngô Tà tìm cách thoát khỏi đây. Ngô Tà nghĩ cách dùng Thuốc nổ phá hỏng kết cấu phía trên trần mộ, phần trên tự nhiên sẽ vỡ ra thành một cái động, đợi nước biển lấp đầy ngôi mộ này là có thể thoát ra ngoài. Mấu chốt của kế hoạch này là phải tính thời gian thật chuẩn, nếu không đúng lúc Thủy triều xuống để phá vỡ kết cấu trần mộ thì cái động này sẽ bị nước biển tràn vào phá sụp. Tiểu Ca đoán trong xác khô kia có một cơ quan dùng trục Bát Bảo làm ngòi kích phát, bên trong có thể đặt thuốc nổ. Nếu gặp kẻ nào muốn trộm bảo vật trong thi thể thì nó sẽ nổ ngay.
Sau khi nổ được trần mộ, cả nhóm thoát ra được. Tiểu Ca không từ mà biệt. A Ninh chuẩn bị sẵn ca nô tẩu thoát, bỏ lại Ngô Tà, Bàn Tử. Tuy nhiên, cô mua lại tàu mà lúc đầu mọi người đến đây, dặn chủ tàu thả neo gần chỗ hai người Ngô Tà, Bàn Tử để họ lên tàu về lại Hải Nam.
Trở về Hàng Châu, Ngô Tà điều tra thông tin về những người trong tấm ảnh của đội khảo cổ trên Internet phát hiện tài khoản tên Hải đảo 701 có một bài đăng trên mạng cũng có tấm ảnh chụp này. Điều tra biết được lần cuối cùng thấy tài khoản này hoạt động là trong hệ thống công ty Bồ Công Anh chuyên về lĩnh vực Công nghệ thông tin, trụ sở tại Hàng Châu. Ngô Tà nhờ Bàn Tử đến trợ giúp vào công ty trên điều tra thông tin phát hiện công ty này của Tiêu Vực, cha anh là Tiêu Đạt ngày xưa cũng có tham gia chuyến khảo cổ nhưng không xuống đáy biển do bị sốt cao. Ngô Tam Tỉnh cũng từng đến gặp Tiêu Đạt, dự định sẽ cùng Tiêu Đạt đi tìm những người mất tích trong đội khảo cổ. Ngô Tà cũng phát hiện có hình ảnh về Xà mi đồng ngư ở Bảo tàng tư nhân Hendry của Cầu Đức Khảo tại Thái Lan. Ngô Tà, Bàn Tử ghé bảo tàng không hỏi được thông tin gì. Trong lúc cả hai rời khỏi thì phát hiện một người có hình dáng rất giống chú ba. Cả hai đuổi theo thì phát hiện người này giao dịch một va li cho một người nước ngoài. Cả hai theo dấu người nước ngoài đến một buổi đấu giá văn vật. Tuy nhiên, đây là buổi đấu giá ngầm, phải có thiệp mời mới vào được. Ngô Tà được Tina - một cô gái người Trung Quốc xa lạ hỗ trợ vào bên trong. Bàn Tử thì giả dạng làm phục vụ buổi đấu giá cũng vào được. Trong buổi đấu giá này, cũng có cả Giải Vũ Thần, Hoắc Tú Tú, Tiêu Vực tham gia (Tiêu Vực chi viện, không trực tiếp đến). Khi đến món văn vật là một bình hoa từ Vườn Viên Minh, Tiêu Vực báo cảnh sát về buổi đấu giá này làm buổi đấu giá phải dừng lại.
Sau buổi đấu giá, nhóm người Giải Vũ Thần, Tiêu Vực nhờ Tiểu Ca và Hắc Hạt Tử trợ giúp cướp được Xà mi đồng ngư. Tuy nhiên, sau đó bị A Ninh cùng đồng bọn bắt được. Bàn Tử, Giải Vũ Thần chạy thoát. Ngô Tà bị A Ninh bắt về gặp Cầu Đức Khảo. Tiểu Ca giải cứu được Ngô Tà khỏi nơi giam giữ. Cả nhóm Ngô Tà, Giải Vũ Thần, Hoắc Tú Tú, Bàn Tử. Chú ba Ngô Tam Tỉnh trên đường đi nhờ người hỗ trợ mà cả nhóm thoát được về lại Hàng Châu an toàn. Về đến nhà, Ngô Tà hỏi chú ba sự thật về chuyến đi Tây Sa hải mộ 20 năm trước. Chú ba kể với Ngô Tà không biết đã ngủ bao lâu, đến khi tỉnh dậy mới phát hiện ra trong căn phòng đó chỉ còn lại mình chú, những người kia không biết đã đi đâu hết. Chú không giết Giải Liên Hoàn mà sau khi phát hiện Giải Liên Hoàn chết trên vách đá, trên tay cầm 1 con Xà mi đồng ngư. Sau chuyến đi, Ngô Lão Cẩu dẫn Ngô Tam Tỉnh  đến nhà Giải Cửu Gia dâng Xà mi đồng ngư và nhận lỗi. Sau đó, Ngô Tam Tỉnh (thực chất đây là Giải Liên Hoàn) lấy lý do truy tìm hung thủ mà lấy lại Xà mi đồng ngư đưa cho Cầu Đức Khảo. Thực tế thì Giải Liên Hoàn chỉ giả chết do đạt thành hiệp nghị cùng Ngô Tam Tỉnh hợp tác tham gia kế hoạch được thiết kế bởi Giải gia và Ngô gia nhằm chống lại "Nó", cũng thường xuyên hoán đổi thân phận "Ngô Tam Tỉnh" (do tướng mạo và tuổi tác tương tự vì hai nhà Ngô - Giải vốn có quan hệ họ hàng).

### Phần Tần Lĩnh thần thụ (秦岭神树)

Áp phích của phim phần Tần Lĩnh thần thụ.

Tại Bắc Kinh, trong một lần Ngô Tà cùng Bàn Tử ngồi ăn thì có một người đến bán văn vật. Người này gọi là lão Mã, vừa ra tù vì tội trộm văn vật, muốn bán văn vật mà trong một chuyến đi hắn phát hiện được ở Tần Lĩnh. Người này thật ra là do A Ninh nhờ đến để mang manh mối về chuông lục giác cho Ngô Tà để nhóm Ngô Tà đến đó tìm hiểu thêm thông tin. Dù là hình dạng hay màu sắc, ngoại trừ chuyện cái này hơi nhỏ thì khá giống với loại chuông trong động xác và trong Tây Sa hải mộ. Ngô Tà gặp Ông cụ họ Tề, là một trong những người buôn đồ cổ sớm nhất ở Hàng Châu, dựa theo phân tích của ông, kỹ thuật làm nên chiếc chuông này nằm trong giai đoạn từ nhà Hạ đến Nhà Chu, hoa văn trên đó tên là song thân nhân diện văn xà (hoa văn rắn mặt người hai thân), rất có khả năng thứ này có nguồn gốc từ một quốc gia thời cổ ở khu vực từ Thiểm Tây đến Hồ Bắc có tên gọi là Xá Quốc; mà quốc gia này đã đột nhiên biến mất từ 2000 năm trước.
Ngô Tà cùng Bàn Tử đi đến Tần Lĩnh. Trên đường đi, bọn họ gặp một nhóm đạo mộ khác. Đến núi Xà Đầu, họ tình cờ gặp lại nhóm người trên đường đi. Ngô Tà, Bàn Tử nghe được câu chuyện mà một người trong nhóm đạo mộ tên là Ông chủ Lý kể lại về Hà mộc tập và Bất ngôn kỵ. Sau năm tiếng đồng hồ, Ngô Tà cùng Bàn Tử qua được núi Xà Đầu. Sau khi đặt chân được tới tiểu thôn đầu tiên dưới chân núi, bọn họ vào trong thôn tìm người chỉ đường. Một người lớn tuổi trong làng nói thời điểm này không thể đi đến Giáp Tử Câu được. Ông lão cho hay, từ thôn này tiến vào vùng núi Tần Xuyên, theo hướng Tây mà đi, bảy ngày sau sẽ gặp một ngọn núi có tên Thiên Môn, trong núi có một khe đường, hai người đi song song có thể băng qua, người ta thường gọi là “đường trời”, cũng chính là Giáp Tử Câu mà ông nhắc tới. Tuy ông lão không đi theo dẫn đường nhưng ông vẽ ra bản đồ cho hai người họ tự đi. Sau cùng, họ cũng đến nơi và gặp một tượng người đá bồi táng. Lúc này, nhóm người của A Ninh cũng theo dấu tới đây.
Đằng sau bức tượng người đá là một cổ mộ, bên trong là một thạch thất dạng mái vòm rất lớn. Ngô Tà, Bàn Tử trong lúc chiến đấu với cá khổng lồ mà lạc mất nhau. Ngô Tà gặp lại Giải Tử Dương. Giải Tử Dương là bạn thuở nhỏ của Ngô Tà. Ba năm trước, Giải Tử Dương cùng một người bạn là lão Mã đến đây phát hiện một cái hố rất sâu. Lão Mã nhát gan không dám xuống hố, Giải Tử Dương đi xuống phát hiện một nhóm người đạo mộ khác lập thành một đội. Trên đường đi thì bị đá rơi, Giải Tử Dương may mắn thoát chết. Lúc quay lại, Giải Tử Dương gặp được dân làng đi rừng đem về chữa thương. Nghe tin lão Mã đã bị bắt vì tội trộm văn vật. Giải Tử Dương bỏ trốn lại vào rừng và gặp lại nhóm Ngô Tà, Bàn Tử tại đây.
Ngô Tà cùng lão Dương tiếp tục đi vào trong, họ gặp lại nhóm đạo mộ lúc trong rừng, lập thành một đội tiếp tục đi đến suối nước nóng phun cách quãng làm bỏng chết nhóm đạo mộ kia chỉ còn lại trợ lý Lương. Cả đội đi qua khỏi mê cung hình tròn tạo thành từ ba thác nước. Bọn họ đến một hang động thiên nhiên rất lớn, bên trong chất đầy xương cốt. Cả đội nghỉ ngơi trước khi tiếp tục đi khám phá. Trong lúc nghỉ ngơi, trợ lý Lương kể về lai lịch những người đi cùng, người họ Vương tên là Vương Kỳ, người họ Lý tên là Lý Tỳ Bà, cả hai đều ở Phật Sơn, trong giới đồ cổ địa phương rất có tiếng tăm, trong đó Lý Tỳ Bà thì giàu lên hoàn toàn nhờ “hà mộc tập” ghi chép vị trí một lượng lớn các cổ mộ. Gia thế của Vương Kỳ không hiển hách như Lý Tỳ Bà nhưng lại có phần chân thực hơn, nghề mà tổ tiên người này làm gọi là “triều phụng”.
Nghỉ ngơi xong, cả nhóm tiếp tục đi. Trợ lý Lương nhặt một vài Xương đòn phát hiện lỗ hổng trên này chính là vết thương được tạo thành trước khi chết và một mảnh giáp bằng đồng. Đây là kiểu áo giáp chỉ xuất hiện vào thời Hậu Hán. Trợ lý Lương đoán đây là một chiến trường, thi thể ở dưới này có hai phe, một bên là những người canh giữ cổ mộ của Xá quốc, một bên là quân đội người Hán. Trợ lý Lương gợi ý bắn pháo sáng soi đường ra khỏi đây. Đi theo pháo sáng đến một đường cụt. Ngô Tà thử đẩy các quan tài thì phát hiện ra một thạch thất, có một hố rất to, giữa hố dựng thẳng một cái cây bằng thanh đồng có đường kính khoảng mười mét. Gốc cây thanh đồng cắm vào khối đá ở đáy hố giống như là từ đó mọc ra, làm cho Nham thạch ở bốn phía nứt ra. Cả nhóm trèo lên cây thanh đồng tìm đường lên mặt đất. Bọn họ đụng độ một bầy khỉ đeo mặt nạ người bằng đá hung dữ. Cả nhóm gặp A Ninh, nhờ A Ninh bắn súng giết bọn khỉ mà cả nhóm chạy thoát được. Đi tiếp họ phát hiện có vài xác khỉ chết khô, xác đã khô quắt rồi nhưng mặt nạ vẫn không bị rớt ra. Ngô Tà quan sát vài chiếc mặt nạ rồi thử giật ra, phát hiện phía sau là Li cổ. Li cổ có thể sinh sôi nảy nở trong cơ thể của vật chủ, đợi khi vật chủ chết đi, chúng liền bám vào một chỗ nào đó, ví dụ như là mặt sau cái mặt nạ, chờ vật chủ kế tiếp tới gần, rồi tiếp tục ký sinh trên người vật chủ mới.
Lão Dương bắn pháo hiệu, phát hiện rất nhiều Li cổ. Ngô Tà nghĩ cách dùng dây cho cả nhóm đu tới được chỗ vách đá không có Li cổ. Qua đến vách đá an toàn, bỗng xuất hiện Ông chủ Vương trong nhóm người đạo mộ khi nãy mà Ngô Tà nghĩ đã chết lúc đi đến suối nước nóng phun cách quãng. Ông chủ Vương bắt Ngô Tà cùng mình đi trước dò đường. Còn lão Dương, A Ninh, trợ lý Lương ở lại nghỉ ngơi. Cả hai đi đến một sạn đạo. Tiếp tục đi họ phát hiện một giếng quan trong cột cây thanh đồng, bên trong giếng quan có sợi xích dài. Cả hai trèo xuống phát hiện vật treo phía dưới sợi xích không phải quan tài mà là một khối đá Hổ phách trong suốt cực lớn có hình quan tài. Ông chủ Vương giải thích cho Ngô Tà biết đây là Thi kiển.
Ngô Tà vô cùng kinh ngạc khi biết được Ông chủ Vương nãy giờ đi cùng mình thực ra là lão Dương. Lão Dương thấy nét mặt Ngô Tà biến đổi, đành im lặng đứng nhìn. Sau đó, lão Dương giải thích cho Ngô Tà biết thật ra mình đã chết, người mà Ngô Tà đang thấy là bản hiện thực hóa của hắn. Trong lúc đi cùng anh họ đến đây, hắn đã bị kẹt lại suốt bốn tháng. Trong khoảng thời gian này, hắn phát hiện ra mình có năng lực "Hiện thực hóa" nhưng muốn sử dụng năng lực này thì nhất định phải có sự dẫn dắt, cái này rất khó. Nếu quá trình dẫn dắt thất bại hoặc xuất hiện sai sót thì sẽ chẳng thể tưởng tượng nổi thứ đã hiện thực hóa ra là gì. Lão Dương dần dần cũng nắm được một vài bí quyết, lại phát hiện loại năng lực này sẽ dần dần suy giảm theo thời gian, cuối cùng hoàn toàn biến mất. Hắn quyết định dùng năng lực này phục chế một bản sao của chính mình và thành công. Trên thực tế, hắn biết mình chỉ là bản phục chế, nhưng sâu trong tiềm thức lại không muốn tin vào chuyện này nên hắn đã giết chính bản thể của mình, sau đó lại tự ám thị mình rằng hắn chỉ giết đi một kẻ thay thế. Năng lực mà cây thanh đồng tạo ra có thời gian rất ngắn. Bởi vậy hắn đã bẻ một cành cây thanh đồng, dùng năng lực để thoát ra từ dưới chân cây thanh đồng. Hắn đã mang theo một bộ phận của cây thanh đồng để có thể sử dụng năng lực đó lâu hơn một chút. Sau đó, hắn bị cảnh sát bắt đi tù 3 năm. Khi ra tù phát hiện mẹ đã mất. Hắn dùng năng lực "Hiện thực hóa" làm mẹ sống lại. Hắn quay lại đây để có thể ở gần với cây thanh đồng nhằm kéo dài năng lực "Hiện thực hóa" giúp mẹ sống trở lại lâu hơn.
Đột nhiên cây thanh đồng và Thi kiển chấn động mạnh do tác động của Nến Cửu Âm. Giải Tử Dương dùng thuốc nổ hy sinh bản thân cứu Ngô Tà. Lúc này, A Ninh cũng đến nơi và gặp Ngô Tà, còn trợ lý Lương đã chết trên đường đi. Tuy nhiên, thuốc nổ của lão Dương không làm Nến Cửu Âm chết. Ngô Tà, A Ninh tiếp tục chạy trốn. Ngô Tà vì muốn cứu A Ninh mà lại gần dùng thuốc nổ ném vào miệng Nến Cửu Âm. Cái đuôi khổng lồ Nến Cửu Âm đập vào vách đá, trên đó xuất hiện một khe nứt lớn, nước đầm ồ ạt tuôn qua cái khe nứt. Về phía Bàn Tử, sau khi lạc Ngô Tà, anh gặp được Tiểu Ca. Cả hai tiếp tục đi tìm Ngô Tà và cũng đến được đây. Nhờ dòng nước mà cả nhóm thoát được ra ngoài.
A Ninh vẫn không từ mà biệt. Ngô Tà nằm bệnh viện điều trị do bị thương lúc chiến đấu với Nến Cửu Âm. Ngô Tà kể lại toàn bộ sự việc cho Bàn Tử, Tiểu Ca biết. Ngô Tà nhận định năng lực "Hiện thực hóa" của Giải Tử Dương có thể là do lực từ trường quá lớn của cây Xà thần trong Tần Lĩnh thần thụ dẫn đến Đa vũ trụ tiếp xúc với nhau tạo nên diễn giải nhiều thế giới làm Giải Tử Dương và mẹ hắn ở thế giới song song có thể qua được thế giới này.

## Diễn viên

### Diễn viên chính
| Diễn viên     | Vai diễn         |
| Hầu Minh Hạo  | Ngô Tà           |
| Lý Mạn        | A Ninh           |
| Thành Nghị    | Trương Khởi Linh |
| Trương Bắc Vũ | Vương Bàn Tử     |

## Thời gian phát sóng
Thời gian trong bảng dựa theo giờ địa phương
| Kênh          | Nơi phát sóng | Ngày                                      | Thời gian                         |
| ------------- | ------------- | ----------------------------------------- | --------------------------------- |
| Tencent Video | Trung Quốc    | ngày 6 tháng 6 năm 2019                   | Thứ Năm - Thứ Bảy hàng tuần       |
| Astro         | Malaysia      | 24 tháng 6 năm 2019 - 18 tháng 7 năm 2019 | Thứ Hai đến Thứ Sáu 19:00 - 20:00 |
| Astro         | Malaysia      | Từ ngày 22 tháng 7 năm 2019               | Thứ Hai đến Thứ Năm 20:00 - 21:00 |

## Âm nhạc
| STT | Tên                                                  | Phổ lời | Phổ nhạc          | Trình bày                               |
| --- | ---------------------------------------------------- | ------- | ----------------- | --------------------------------------- |
| 1   | Đằng sau những nốt nhạc - 筆記背後 (nhạc đầu phim)   | Không   | Ngụy Kỳ Lương     | Tạ Tố Văn                               |
| 2   | Cuộc đời như cơn bão - 生如狂瀾 (nhạc kết phim)      | 海雷    | Lưu Phượng Nghiêu | Thành Nghị, Hầu Minh Hạo, Trương Bắc Vũ |
| 3   | Sẽ có một khoảng thời gian sau - 後會有期 (nhạc dạo) | Trần Hi | 董冬冬            | Hầu Minh Hạo                            |